# Strzelanina w klinice aborcyjnej w Colorado Springs
Strzelanina w klinice aborcyjnej w Colorado Springs – strzelanina, do której doszło 27 listopada 2015 roku w placówce aborcyjnej sieci Planned Parenthood w mieście Colorado Springs w Stanach Zjednoczonych. Napastnik, 57-letni Robert Dear wtargnął do kliniki uzbrojony w karabinek SKS i otworzył ogień. Zginęły 3 osoby, rannych zostało 9 następnych osób.
Sprawca otworzył ogień o godz. 11:38, po czym zabarykadował się wewnątrz kliniki. Negocjacje z nim trwały kilka godzin, po czym około godz. 16:52 napastnik poddał się i został aresztowany przez policję. W wyniku strzelaniny zginęły 2 pracowniczki kliniki – Jennifer Markovsky (lat 35) oraz Ke’Arre Stewart (lat 29), a także funkcjonariusz policji Garrett Swasey (lat 44), który przebywał nieopodal miejsca zdarzenia.
Po zatrzymaniu przez policję napastnik miał krzyczeć, że jego zbrodnia jest zemstą za handel częściami ciała nienarodzonych dzieci, w który miała być zamieszana sieć Planned Parenthood. Stanowiło to odniesienie do ujawnionych wcześniej przez media w tym roku nagrań, z których wynikało, że klinika miała być w takowy handel zaangażowana. Nie zostało to jednak w żaden sposób potwierdzone, jakoby taki proceder faktycznie miał miejsce.
Napastnik, 57-letni Robert Dear, został opisany przez swoich sąsiadów i znajomych jako religijny ekstremista ze skłonnościami do przemocy. Już od lat 80. miał dokonywać aktów wandalizmu na budynkach klinik aborcyjnych. Dear miał też stosować przemoc domową wobec swojej żony. Któregoś razu miał napisać na forum internetowym o marihuanie, że jej użytkownicy są grzesznikami, którzy spłoną w piekle. W momencie strzelaniny był bezrobotny, wcześniej pracował jako handlarz dziełami sztuki.
Po strzelaninie pojawiły się głosy wzywające do potraktowania ruchu antyaborcyjnego jako formy terroryzmu domowego. Środowiska liberalno-lewicowe zaczęły krytykować retorykę ruchów antyaborcyjnych jako nawołujących do przemocy wobec pracowników klinik aborcyjnych. Spowodowało to wznowienie dyskusji w debacie publicznej na temat moralności zabiegów aborcji i prawa do niej.